# 具喆会
具 喆会（ク・チョルェ、朝鮮語: 구철회/具喆會、1915年7月26日または1918年 - 1965年1月27日）は、日本統治時代の朝鮮の独立運動家、大韓民国のジャーナリスト、実業家、政治家。第4代韓国国会議員。本貫は綾城具氏。

## 経歴
日本統治時代の京畿道水原出身。本籍地はソウル。中央大学予科、立教大学文学部卒。日本統治時代には抗日闘争により3年間投獄された。解放後は漢城日報政治経済部長、民衆日報幹部、水原新聞社社長、政界春秋社社長、国際ニュース社社長、自由新聞社常務取締役を務めた。政界入りした後は民主党中央委員・宣伝部次長・龍仁郡党委員長・京畿道党副委員長を歴任し、1958年の第4代総選挙で民主党の候補として龍仁郡選挙区から当選したが、後は民主党を離党し自由党に移籍した。
1965年1月27日、ソウル市内の自宅にて持病により死去。50歳没。